# 8028 Joeengle
8028 Joeengle eller 1991 QE är en asteroid i huvudbältet som upptäcktes den 30 augusti 1991 av den australiensiske astronomen Robert H. McNaught vid Siding Spring-observatoriet. Den är uppkallad efter den amerikanske testpiloten och astronauten Joe Engle.
Asteroiden har en diameter på ungefär 19 kilometer.